# Edouard Vanhaelen
Edouard Vanhaelen, ook soms Van Haelen, (Brussel, 22 juli 1895 - 1936) was een Belgische zwemmer. Zijn favoriete slag was schoolslag. Hij nam eenmaal deel aan de Olympische Spelen, maar kon daarbij niet de finale halen.

## Loopbaan
Vanhaelen nam in 1920 deel aan de Olympische Spelen in Antwerpen. Zowel op de 200 m als op de 400 schoolslag werd hij in zijn reeks uitgeschakeld in de eerste ronde.

## Internationaal palmares

### 200 m schoolslag
- 1920: 3e in reeks OS in Antwerpen - 3.22,6

### 400 m schoolslag
- 1920: 4e in reeks OS in Antwerpen